# 伊藤聖子
伊藤 聖子（いとう せいこ、1972年8月1日 - ）は、東京都八王子市出身の女優である。以前はプチスマイル所属で後にBMCエンタープライズに移籍したが、現在はフリー。

## 人物
愛知県の名古屋短大付高（現桜花学園高）卒業。在学中はバスケットボール部の選手であった。3年の時国体選手に。卒業後、第一勧業銀行に入社。同社のバスケットボール部（現在廃部）に所属した。
バスケットボール選手の山田かがりとは高校の同級生。

## 出演

### 映画
- 月島狂奏
- 正門前行
- ダン・ジェ―Danger de mort―
- BLOOD
- 6週間
- 蛇女
- いきすだま〜生霊〜
- 龍虎兄弟
- オー・ド・ヴィ
- 希望ヶ丘夫婦戦争
- 家政婦がキタ！ キョウコ役
- 麓の鳥女　死刑囚 役

### ビデオ映画
- 稲川淳二の怪奇ファイル
- 稲川淳二の超こわい話7

### テレビドラマ
- すちゃらかコネクション（MX-TV）
- 対極の天スペシャル（CX）
- 恋はあせらず（CX）第4話
- リップスティック（CX）第12話
- 金曜エンタテイメント『ツインズな探偵』（CX）
- OUT（CX）第7話
- BRAND（CX）第1話
- 仮面ライダークウガ 第25・27・28話（ANB）水着姿の女/ゴ・ベミウ・ギ 役
- STARぼうず『時をかける少年少女!』（BS-i）
- 月曜ミステリー劇場『探偵 左文字進5』（TBS）
- 新春ミステリー劇場『西村京太郎サスペンス 十津川警部シリーズ27 九州特急つばめ殺人事件』（TBS）
- 月曜ミステリー劇場『探偵 左文字進8』（TBS）
- ウルトラQ dark fantasy『午前2時の誘惑』（TX）

### CM
- 旭化成「ハイリキ」
- アラガン「コンセプト F」
- デアゴスティーニ・ジャパン「PC Success編」（CXCM）
- 「電通広告賞 CF-VP」
- イオンカード
- 日本マクドナルド「ダイナソーイベント」
- キリンビール「一番搾り」
- J-フォン東日本
- 三菱東京フィナンシャルグループ
- 福井米キャンペーン
- P&G「ファブリーズ」
- 永昌源「サンザシ酒」
- 松下電器「panasonic 家庭用燃料電池『点滅する地球』篇」

### ビデオ
- 鎮西旅枕（佐賀県鎮西町PRビデオ）

### 舞台
- 温室（アートスペース プロット）
- イッツ ア ファイン デイ（麻布ディープラッツ）
- 温室（下北沢「劇」小劇場）
- スケリグ〜肩胛骨は翼のなごり〜（スフィアメックス）
- 劇団男魂 第7回公演『But and』(シアターグリーン)
- 江古田のガールズ 『仮面音楽祭』（下北沢 劇小劇場）
- 江古田のガールズ 『東京〜Cafe Tokyo~』（下北沢 OFF OFF シアター）
- 江古田のガールズ 『笑の神様』（下北沢 シアター711）
- 俳優座劇場『生きる』北島のぶ子役
- ザムザ阿佐ヶ谷『空飛ぶコーポレーション』主演

### Web
- Woman4 （主演 紅子役）

### 写真集
- ASAHI PRESS volume3（朝日出版社）

### その他
過去に「ベイブルバニー」という女性グループで活動し、シングルCD「なんとかなるでしょ / アニマリズム」1枚を出している。